# Rafael Raya Rasero
Rafael Raya Rasero (Montilla, provincia de Córdoba, 25 de diciembre de 1943) es un escritor, ensayista, historiador, novelista y poeta español.

## Biografía
Desde 1961 reside en Sevilla. Hasta 1980 trabaja en la industria farmacéutica y luego como empresario y editor de los sellos editoriales ASADEMES EDICIONES   y CLULIPUCAR, compaginando su vida laboral con su labor literaria.  
Comprometido desde planteamientos universalistas con la cultura andaluza, es miembro de Asociación Colegial de Escritores de España (desde 1992),  socio numerario del Ateneo de Sevilla  y socio de honor del Ateneo Popular de Sevilla.
Ha intervenido en varios congresos relacionados con la Literatura, Historia Contemporánea y Antigua y la Arqueología de Andalucía.

## Trayectoria
En 1984 entra en contacto con diversos poetas y escritores, algunos de los cuales, como Jorge Luis Borges, influyen en la decisión de dedicarse a la literatura y la investigación histórica.

Cuando Borges vino a Sevilla, me dijo que si quería construirle un monumento literario a nuestra tierra tenía que dedicar mi vida a eso. Al final hice caso a Borges y me dediqué a ello.
Rafael Raya Rasero

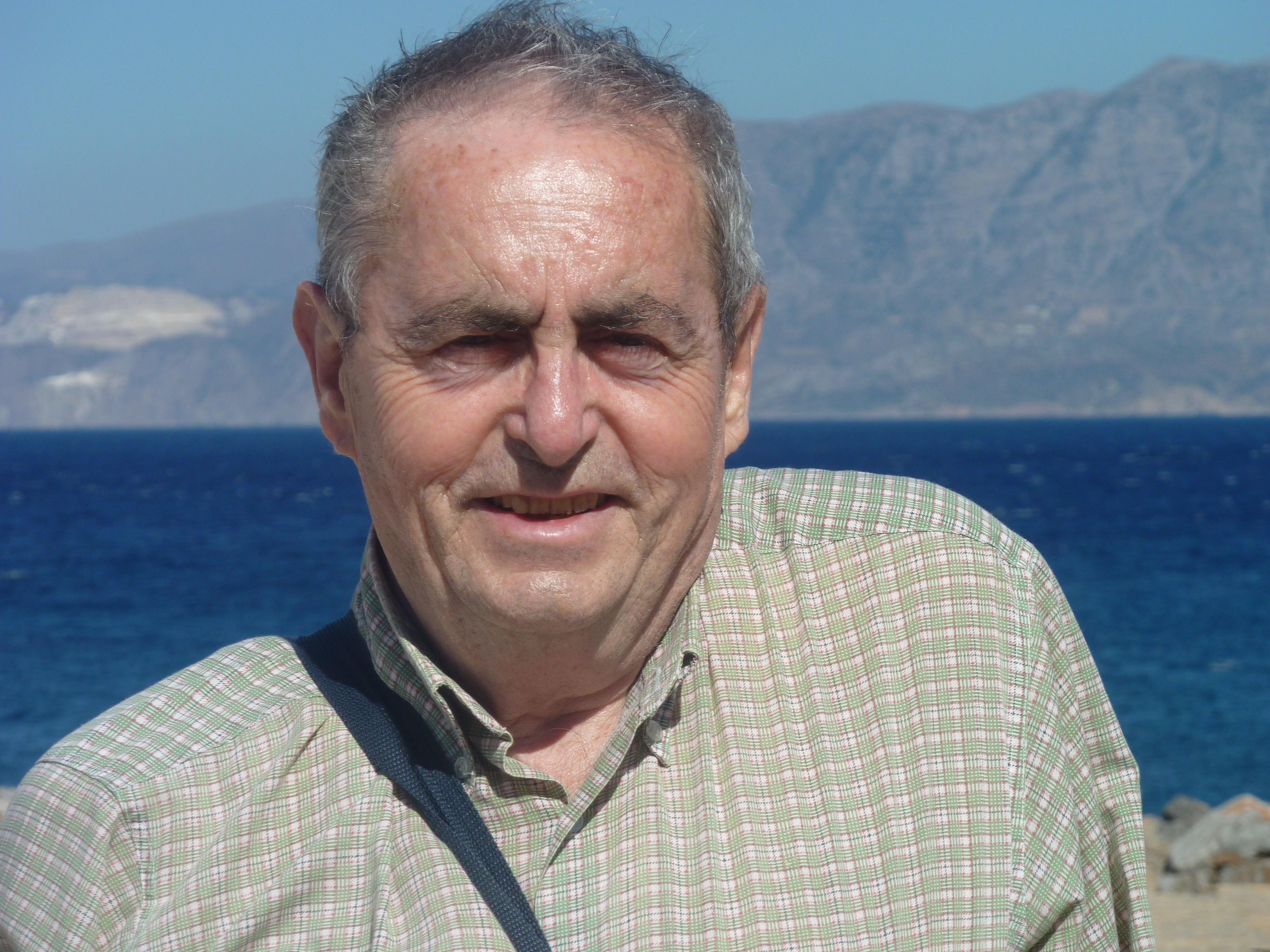
Rafael Raya Rasero en el Mar Egeo. Grecia.

Comprometido desde planteamientos universalistas con la cultura andaluza, ha sido articulista en medios de comunicación como Diario de Córdoba y la revista Nuestro Ambiente en Montilla entre otros. Fundó y presidió cinco Asociaciones, entre ellas Club del Libro Puerta Carmona, Asociación de Vecinos Puerta Carmona, Casa de Córdoba en Sevilla, Amigos de Montilla en Sevilla, Asociación de Cervantista de Sevilla, participando en numerosas actividades culturales o ciudadanas, entre ellas la defensa de la figura y la obra de Miguel de Cervantes en Sevilla para dignificar y promover todo lo relacionado con el autor del Quijote en la ciudad de la Giralda.  Fue finalista de la vigésimo cuarta edición del Premio Andalucía de la Crítica, con su novela La Andaluciada Epopeya de Andalucía,  un galardón promovido por la Asociación Andaluza de Escritores y Críticos Literarios con el objetivo de reconocer las obras narrativas o líricas más importantes publicadas cada año en el territorio andaluz. Su último libro de narrativa-ensayo titulado La Gloriosa Revolución del Asco y ha prologado el libro  Diario de Confesiones a Mayo, de Jesús Solano.Como Presidente de la Asociación de Cervantistas de Sevilla, colabora con la Comisaria de la Exposición Iberoamercana de 1929. Dentro de esa colaboración ha publicado  en ABC de Sevilla el artículo titulado Miguel de Cervantes Saavedra y la Exposición del 29

## Obra literaria
Para desarrollar su obra literaria viajó a más de 36 países. Participó e intervino en varios congresos relacionados con la literatura, entre ellos el de literatura fantástica (Sevilla 1984), La Época de Isabel II (Sevilla 2007), Tartessos (Huelva 2011), Prehistoria de Andalucía (Antequera 2012), Mitología Andaluza (Sevilla 2013), Jornadas sobre EL Gran Capitán (Cabra 2015).
Ha profundizado en y publicado numerosos trabajos sobre la mitología andaluza, siendo el primer autor en difundir el legado milenario mitológico de Andalucía y el pueblo andaluz, entre ellos La Andaluciada. Epopeya de Andalucía. editada por Clulipucar (2017) presentada en el Ateneo de Sevilla con prólogo de Fernando Sánchez Dragó.

Fernando Sánchez Dragó llama a Rafael Raya Rasero «escritor cosmopolita y andaluz» y saluda la aparición a esta obra, calificándola de «hercúlea», por su extenso contenido y al gran esfuerzo realizado para escribirla.

Ha publicado 15 títulos, dedicándole en una primera etapa bastante atención a la poesía y la prosa literaria, publicando Vivencias (1978) o Instrumento del Ayer (1989), y en una segunda etapa a la investigación histórica como La Historia secreta de los derribos de conventos y puertas de Sevilla  y a la vida y obra de Miguel de Cervantes.

### Prólogo
Del Libro Diario de Confesiones a Mayo, de Jesús Solano.

## Poesía
- Vivencias. Editorial Salesiana (1978).

- Ofrenda a los Remedios. Edita Ayuntamiento de Sevilla (1988).
- Instrumento del ayer. Grupo Barro. (1989).
- Sevillana, coplas y romances de la Puerta Carmona. Asademes Ediciones (1997).
- Trío de aires. Índice (2003).

## Ensayo
- Pregón de la fiesta de la XIII Fiesta de la Vendimia de Montilla Moriles. Editado por la revista La Vid. (1977).
- J. de Haro), Rafael (1984). Los Idus de Munda : una historia mágica de Montilla. [publisher not identified]. ISBN 84-398-2232-4. OCLC 17107664. Consultado el 13 de abril de 2022.
- El corazón de Sevilla. (historias, personajes, monumentos, cofradías, citas literarias, noticias curiosas, leyendas y tradiciones sevillanas del barrio de la Puerta Carmona. Asademes Ediciones (2005).
- Raya Rasero, Rafael (2006). Historia secreta de los derribos de conventos y puertas de Sevilla durante la revolución de 1868 (1a. ed edición). Asademes. ISBN 978-84-934765-0-2. OCLC 434173714. Consultado el 13 de abril de 2022.
- Raya Rasero, Rafael (2016). Sevilla en dos centenarios cervantinos, 1916-2016 : recopilación de documentos para conmemorar el IV Centenario de la muerte de Miguel de Cervantes. ISBN 978-84-945391-0-7. OCLC 987070743. Consultado el 13 de abril de 2022.
- Raya Rasero, Rafael (2010). Sevilla en la historia y la leyenda : pinceladas de la historia de Sevilla (1. ed edición). Guadalturia Ediciones. ISBN 978-84-937449-5-3. OCLC 669270811. Consultado el 13 de abril de 2022.
- Gracias y desgracias de Sevilla de Joaquín Arbide. Aportación titulada Pasado y Presente de La Plaza de La Alfalfa. Sarmancanda (2020).

## Narrativa
- Córdoba, Sevilla y la capital andaluza.' La voz de Córdoba (1982).[18]
- La Andaluciada. Epopeya de un pueblo soñado por los dioses. Muñoz Moya Montraveta (Brenes 1991).[19]
- Raya Rasero, Rafael (2007). La mágica pelliza de Carlos Marx. Asademes. ISBN 978-84-934765-1-9. OCLC 434407447. Consultado el 13 de abril de 2022.
- La Andaluciada. Epopeya de Andalucía. Clulipucar (2017).
- La Gloriosa Revolución del Asco. Cluripucar (2023).[20][21][22][23][24][25][26]